# Ларрі Лібер
Лоренс Д. Лібер (англ. Lawrence D. Lieber; [ˈliːbər]), найбільш відомий як Ларрі Лібер (англ. Larry Lieber; нар. 26 жовтня 1931, Нью-Йорк) — американський художник, сценарист і редактор коміксів, найбільш відомий роботою у Marvel Comics, а саме співавторством у створенні супергероїв Залізної людини, Тора та Людини-мурахи, тривалою роботою у написанні та ілюструванні коміксу жанру вестерн «Rawhide Kid», і, зрештою, ілюстрування «The Amazing Spider-Man»  з 1986 по вересень 2018 року. З 1974 по 1975 рік працював редактором видавництва Atlas/Seaboard Comics.
Ларрі Лібер є молодшим братом нині покійного сценариста, редактора та видавця Marvel Comics Стена Лі.

## Біографія
Лібер народився в Нью-Йорку в 1931 році, вивчав мистецтво в Інституті мистецтв Пратта та Лізі студентів-художників. Саме в цей період він також зробив свою першу роботу над коміксами. Після навчання він провів чотири роки у військово-повітряних силах, брав участь у Корейській війні, перш ніж повністю розпочати свою кар'єру в галузі коміксів.
Лібер писав і малював історії про супергероїв, монстрів і ковбоїв, а також історію кохання для лінії Atlas свого брата, паралельно викладаючи уроки малювання. Він продовжував працювати для Marvel Comics в епоху Срібного віку коміксів. З 1964 по 1973 рік він значною мірою залишив жанр супергероїв, створивши вестерн-серію «Kid Rawhide Kid».
Лібер залишив Marvel у 1974 році, і став редактором чорно-білих коміксів, що виходили у видавництві Марвіна Ґудмена Atlas/Seaboard Comics. Коли компанія припинила своє існування, Лібер працював редактором у Marvel UK і написав «Captain Britain» та епізодичні історії про Людину-павука.